# Coșteiu Mic
Coșteiu Mic a fost un sat din Banat care s-a unit cu Coșteiu Mare, formând localitatea Coșteiu din județul Timiș.

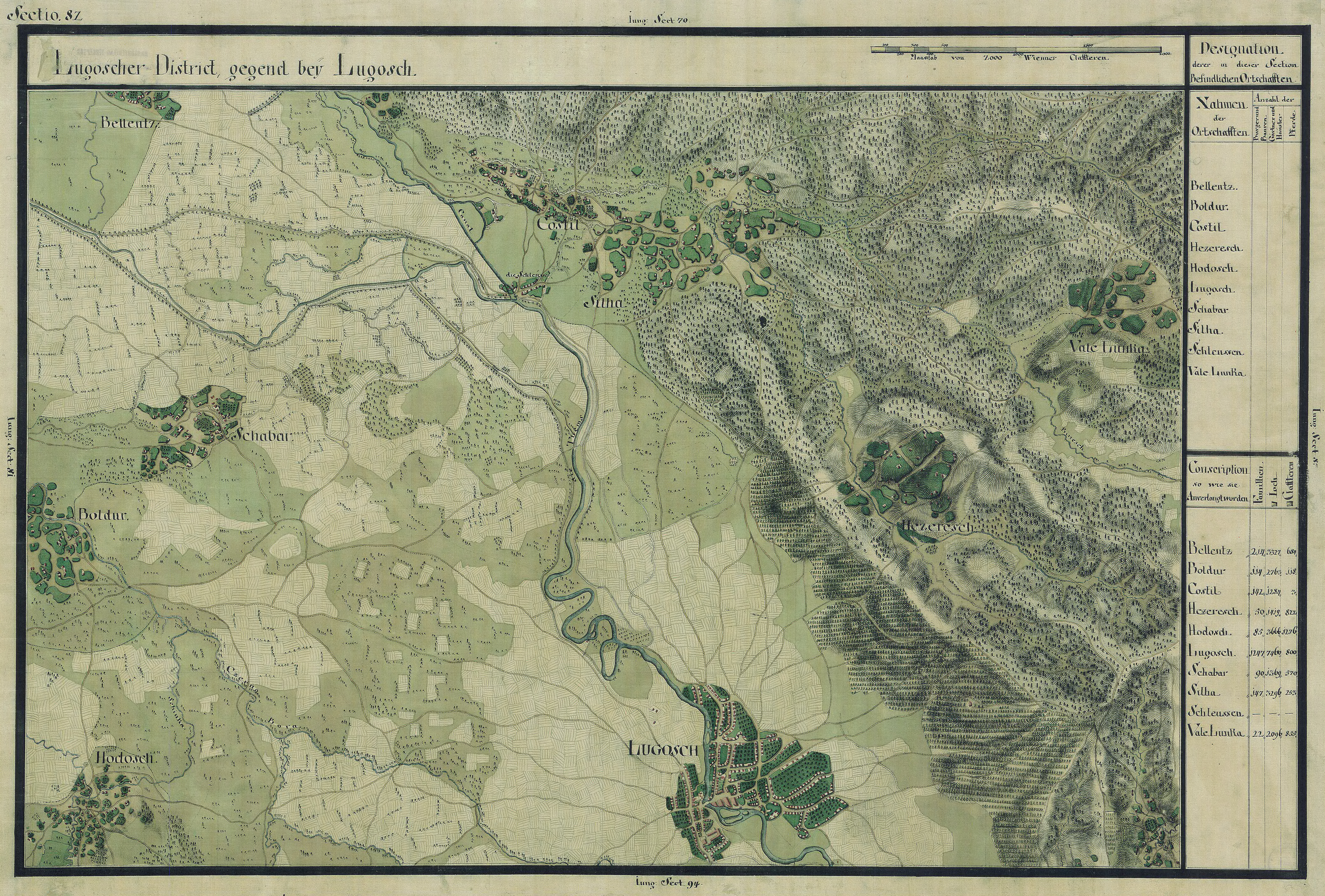
Coşteiu Mic în Harta Iosefină a Banatului, 1769-72